# كارل أنطون لارسن
كارل أنطون لارسن (بالنرويجية البوكمول: Carl Anton Larsen)‏ هو مستكشف نرويجي، ولد في 7 أغسطس 1860 في لارفيك في النرويج، وتوفي في 8 ديسمبر 1924 في بحر روس.